# Julia Wolfe

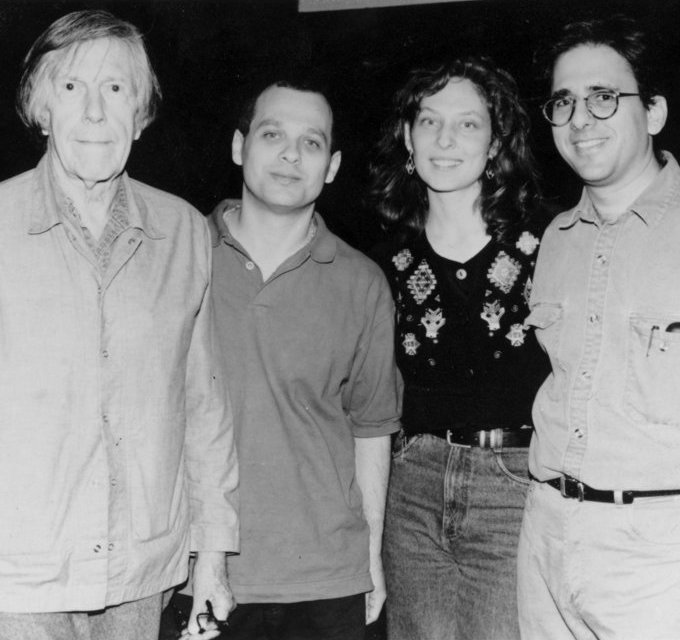
Julia Wolfe mit John Cage (links), David Lang und Michael Gordon (1982)

Julia Wolfe (* 18. Dezember 1958 in Philadelphia) ist eine US-amerikanische Komponistin und Hochschullehrerin. 2015 wurde sie für ihr Oratorium Anthracite Fields mit dem Pulitzer Prize of Music ausgezeichnet.

## Leben und Werk
Wolfe studierte zunächst an der University of Michigan, dann an der Yale University u. a. bei Martin Bresnick, wo sie 1986 ihren Master of Music machte, gefolgt von einem Promotionsstipendium der Princeton University. 1987 gründete sie gemeinsam mit David Lang und ihrem Ehemann Michael Gordon das Neuer Musik gewidmete Bang on a Can Festival. 1992 ermöglichte ihr ein Fulbright-Stipendium die Arbeit mit dem Orkest De Volharding in Amsterdam, wobei sie auch in Kontakt mit Louis Andriessen kam, der sie beeinflusste. Wolfe leitete Meisterkurse und Seminare an diversen US-amerikanischen Hochschulen. Seit 2009 ist sie Mitglied der Fakultät für Komposition der zur New York University gehörenden Steinhardt School.
Wolfes kompositorisches Schaffen fußt im Post-Minimalismus. Später griff sie auch Einflüsse der Rockmusik auf, etwa von Led Zeppelin. Viele ihrer Werke verwenden eine Streicherbesetzung, vom Quartett bis zum Orchester, darunter Cruel Sister für Streichorchester, entstanden im Auftrag von musica femina münchen e. V. (2003) und uraufgeführt mit dem Münchener Kammerorchester, oder My Beautiful Scream, komponiert für das Kronos Quartet und das Orchestre National de France. Wolfes 2014 in Philadelphia uraufgeführtes Oratorium Anthracite Fields, das sich dem Leben der Arbeiter in den Kohleminen Pennsylvanias widmet, brachte ihr 2015 den Pulitzer Prize of Music ein.
2016 wurde Wolfe mit dem MacArthur Fellowship ausgezeichnet. Seit 2017 ist sie Mitglied der American Academy of Arts and Letters. 2018 wurde sie Composer in Residence beim Dallas Symphony Orchestra.